# 기후 약과대학
기후 약과대학(일본어: 岐阜薬科大学, Gifu Pharmaceutical University)은 일본의 시립 약학대학이다. 대학 본부는 기후현 기후시에 있다.

## 연혁
- 1932년 4월: 기후 약학 전문학교(岐阜藥學專門學校) 설립 (3년제).
- 1949년 3월: 기후 약과대학으로 승격 (4년제: 후생약학과, 제조약학과).
- 1953년 4월: 대학원 석사과정을 설치.
- 1965년 4월: 대학원 박사과정을 설치.
- 1965년 9월: 현 미타호라(三田洞) 캠퍼스로 이전.
- 1971년 3월: 부속 약초원을 개설.
- 1998년 10월: 부속 약국을 개설 (기후 대학 병원 부근).
- 2006년 4월: 학과를 개편: 약학과(6년제), 약과학과(藥科學科: 4년제).
- 2007년 4월: 기후 대학과 연합 대학원 개설.
- 2010년 4월: 기후 대학 의학부 캠퍼스로 대학 본부가 이전.

## 캠퍼스
- 대학 본부 캠퍼스: 대학 본부, 약학부(4-6 학년), 대학원 캠퍼스
  - 기후현 기후시 다이가쿠니시(大學西) 1-25-4.
- 미타호라(三田洞) 캠퍼스: 약학부(1-3 학년)
  - 기후현 기후시 미타호라 히가시(三田洞東) 5-6-1.

## 조직

### 학부
- 약학부
  - 약학과 (6년제) - 약사 양성 과정
  - 약과학과 (4년제)

### 대학원
- 약학 연구과 (석사/박사 과정)
- 기후 대학 연합 창약(創藥)/의료 정보 연구과 (박사 과정, 본부: 기후 대학)

### 부속기관
- 도서관
- 약초원
- 부속 약국